# GN-z11
GN-z11 je galaksija z velikim rdečim premikom odkrita v ozvezdju Velikega medveda in je trenutno najstarejša in najbolj oddaljena znana galaksija v opazljivem vesolju. Njen spektroskopski rdeči premik je z = 11,1, kar odgovarja sogibajoči razdalji približno 32×109 ly (9,8 Gpc) od Sonca.